# Centropristis ocyurus
Centropristis ocyurus är en fiskart som först beskrevs av David Starr Jordan & Barton Warren Evermann, 1887.  Centropristis ocyurus ingår i släktet Centropristis och familjen havsabborrfiskar. Inga underarter finns listade i Catalogue of Life.